# 江尾駅
江尾駅（えびえき）は、鳥取県日野郡江府町大字江尾字中屋敷にある西日本旅客鉄道（JR西日本）伯備線の駅である。江府町の代表駅でもある。

## 歴史
- 1922年（大正11年）
  - 3月25日：鉄道省伯備北線（現・伯備線）伯耆溝口駅 - 当駅間延伸時に終着駅として開設[1]。
  - 7月30日：伯備北線当駅 - 根雨駅間延伸、途中駅となる。
- 1928年（昭和3年）10月25日：伯備北線が伯備線の一部となり、当駅もその所属となる。
- 1970年（昭和45年）12月1日：一般運輸事業（貨物列車）取扱廃止[1]。
- 1971年（昭和46年）2月1日：業務委託駅化（日本交通観光社受託）[2]。同時に跨線橋新設[2]。
- 1985年（昭和60年）3月14日：荷物扱い廃止[1]、無人駅化[3]。
- 1987年（昭和62年）4月1日：国鉄分割民営化に伴い、JR西日本の駅となる[1]。
- 1996年（平成8年）3月：現駅舎竣工[4]。
- 2024年（令和6年）3月30日：簡易委託解除。終日無人化[要出典]。

## 駅構造

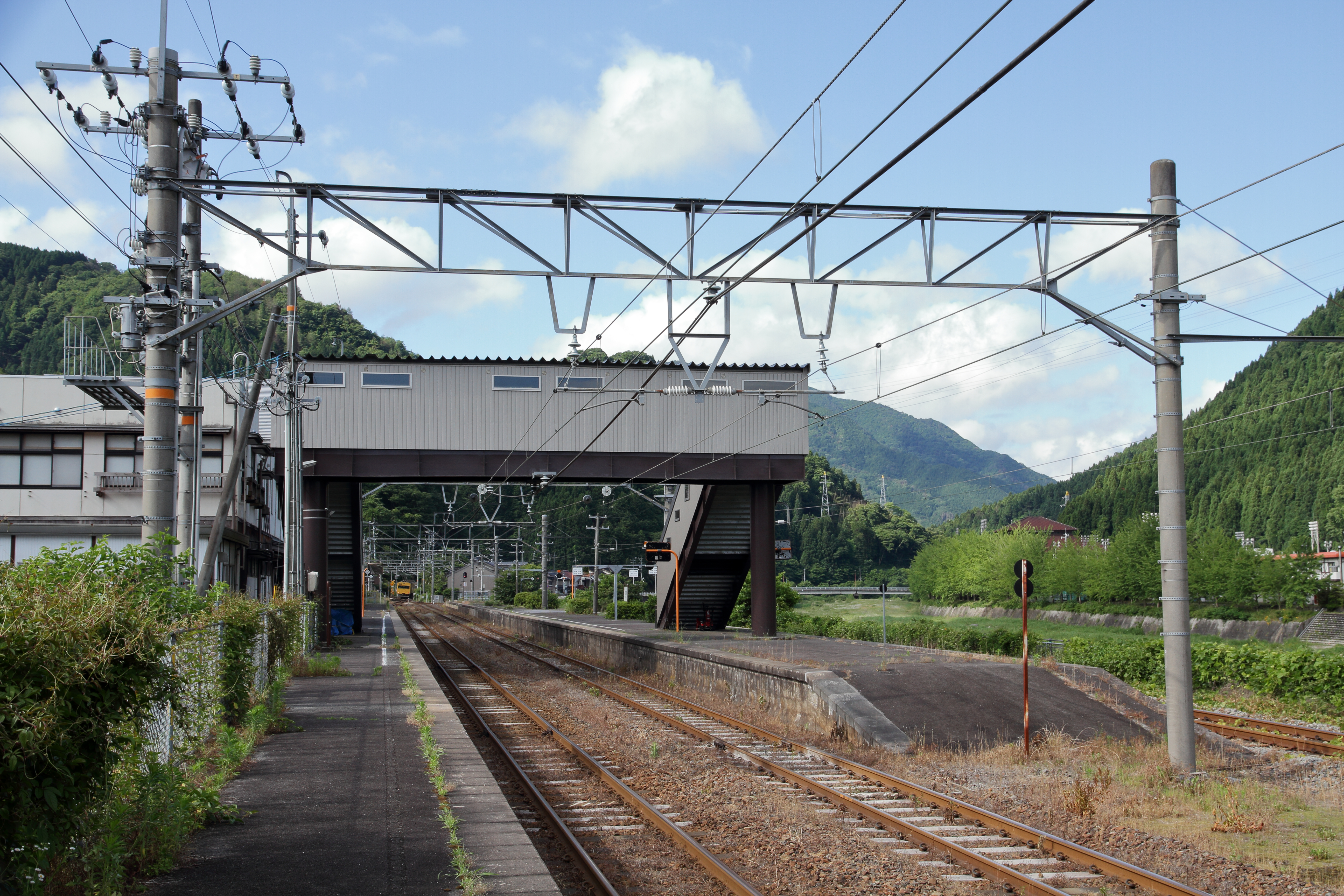
構内（2024年6月）

単式・島式ホーム複合型2面3線を有する列車交換・待避可能な地上駅。単式1番のりば側に駅舎があり、島式2・3番のりばへは跨線橋で連絡している。駅舎は江府町商工会などの多目的施設の合築となっている。米子駅管理の無人駅。

### のりば
| のりば | 路線   | 方向 | 行先           | 備考           |
| ------ | ------ | ---- | -------------- | -------------- |
| 1      | 伯備線 | 上り | 新見・岡山方面 |                |
| 2      | 伯備線 | 下り | 米子方面       |                |
| 3      | 伯備線 | 下り | 米子方面       | 特急待避時のみ |
| 3      | 伯備線 | 上り | 新見・岡山方面 | 特急待避時のみ |

- 1番のりばが上り本線、2番のりばが下り本線、3番のりばが上下副本線で、試運転列車や臨時列車等が米子方面へ折返す場合がある。

## 利用状況
近年の1日平均乗降人員の推移は以下の通り。
| 乗降人員推移 | 乗降人員推移 |
| 年度         | 1日平均人数  |
| ------------ | ------------ |
| 2012         | 186          |
| 2013         | 163          |
| 2014         | 142          |
| 2015         | 156          |
| 2016         | 134          |
| 2017         | 122          |
| 2018         | 104          |
| 2019         | 118          |
| 2021         | 80           |

## 駅周辺
- 江府町立奥大山江府学園
- 江府町役場
- 江尾郵便局
- 山陰合同銀行
- 国道181号
- 国道183号
- 国道482号

## 隣の駅
西日本旅客鉄道（JR西日本）
 伯備線
武庫駅 - 江尾駅 - （上溝口信号場） - 伯耆溝口駅